# Dasypogon irinelae
Dasypogon irinelae är en tvåvingeart som beskrevs av Weinberg 1986. Dasypogon irinelae ingår i släktet Dasypogon och familjen rovflugor. Inga underarter finns listade i Catalogue of Life.